# Ali Benhalima
Ali Benhalima (ar. علي بن حليمة; ur. 21 stycznia 1962 w Oranie) – algierski piłkarz grający na pozycji środkowego obrońcy. W swojej karierze rozegrał 22 mecze i strzelił 1 bramkę w reprezentacji Algierii.

## Kariera klubowa
Swoją karierę piłkarską Benhalima rozpoczął w klubie ASM Oran. W sezonie 1982/1983 zadebiutował w jego barwach w pierwszej lidze algierskiej. W 1986 roku przeszedł do MC Oran. Wraz z MC Oran wywalczył mistrzostwo Algierii w sezonie 1987/1988 i dwa wicemistrzostwa w sezonach 1986/1987 i 1989/1990. W 1990 roku przeszedł do hiszpańskiego drugoligowego klubu UE Lleida. W sezonie 1992/1993 wywalczył z nim awans do Primera División, jednak latem 1993 zakończył karierę.

## Kariera reprezentacyjna
W reprezentacji Algierii Benhalima zadebiutował 11 grudnia 1986 roku w wygranym 2:1 towarzyskim meczu z Wybrzeżem Kości Słoniowej, rozegranym w Algierze. W 1988 roku powołano go do kadry na Puchar Narodów Afryki 1988. Rozegrał na nim jeden mecz, grupowy z Zairem (1:0). Z Algierią zajął 3. miejsce w tym turnieju.
W 1990 roku został powołany do kadry na Puchar Narodów Afryki 1990. Na tym turnieju rozegrał cztery mecze: grupowe z Nigerią (5:1) i z Wybrzeżem Kości Słoniowej (3:0), półfinałowy z Senegalem (2:1) oraz finałowy z Nigerią (1:0). Z Algierią wywalczył mistrzostwo Afryki i został wybrany do Najlepszej Jedenastki Turnieju.
Z kolei w 1992 roku wystąpił w dwóch meczach grupowych Pucharu Narodów Afryki 1992: z Wybrzeżem Kości Słoniowej (0:3) i z Kongiem (1:1). Od 1986 do 1992 roku rozegrał w kadrze narodowej 22 mecze i strzelił 1 gola.